# Dekanovec
Dekanovec – wieś i gmina w Chorwacji, w żupanii medzimurskiej. W 2011 roku liczyła 774 mieszkańców.